# Летище Клуж-Напока
Летище Клуж-Напока (IATA: CLJ, ICAO: LRCL) е международно летище, обслужващо град Клуж-Напока в Румъния.
Разположено е на 9 километра от центъра на града в района Сомесени, на 315 метра надморска височина. Предишното име на летището е Сомесени. Летище Клуж-Напока е второто по натовареност летище в Румъния след летище Букурещ „Отопени“, и е най-голямото летище в цяла Трансилвания.

## История
Летище Клуж е открито на 1 април 1932 година от румънския министър на индустрията и търговията. Преди да бъде построенно гражданското летище, то се е използвало за военни цели. Първите полети са свързвали Клуж-Напока с Букурещ и се изпълнявали от SNNA.
Летището е обявено за международно през 1933 година от румънското правителство. Първият международен полет е на Чешките авиолинии и свързва Прага-Клуж-Букурещ и стартира на 11 септември 1933 година. Пътническият терминал също е построен в този период и е завършен 1933 година.
По време на Втората световна война аеропортът се използва за военни цели и се превръща в най-важното за областта Трансилвания. А в края на войната летището е разрушено.
След войната, летището отново отваря врати и се свързва с другите румънски летища от националния авиопревозвач – TAROM. През 1960 година започва екстензивна модернизация, 9 години по-късно е построен нов пътнически терминал.
След 2000-ата година летището претърпява бум в растежа на пътници и нова експанзия.

## Авиокомпании и дестинации
| Авиокомпания        | Град – Летище |
| ------------------- | --- |
| Blue Air            | Бирмингам, Букурещ „Отопени“, Дъблин, Ларнака (от 9 април 2017), Ливърпул, Лондон „Лутън“ (от 26 март 2017), Ница (от 10 април 2017), Тимишоара, Хамбург (от 3 юни 2017), Яш Сезонно: Кюстенджа (от 15 юни 2017) Сезонни чартърни: Анталия, Бодрум, Закинтос, Ираклио, Корфу |
| LOT Polish Airlines | Варшава „Шопен“ |
| Lufthansa           | Мюнхен |
| TAROM               | Виена, Букурещ „Отопени“ Сезонни чартърни: Закинтос, Санторини, Скиатос, Ханя |
| Turkish Airlines    | Истанбул „Ататюрк“ |
| Wizz Air            | Айндховен, Аликанте, Базел/Мюлуз, Бари, Барселона „Ел Прат“, Берлин „Шьонефелд“, Билунд, Болоня, Братислава (от 10 март 2017), Брюксел „Шарлероа“, Будапеща, Букурещ „Отопени“, Валенсия, Донакстър/Шефийлд, Дортмунд, Дубай „Ал Мактум“, Карлсруе/Баден Баден, Кьолн/Бон, Ларнака (от 28 март 2017), Лондон „Лутън“, Малта (от 26 март 2017), Милано „Бергамо“, Мадрид, Малага, Малмьо, Мюнхен „Меминген“, Нюрнберг, Париж „Бове“, Рим „Чампино“, Сарагоса, Стокхолм „Скавста“ (от 27 март 2017), Тел Авив, Тревизо, Франкфурт „Хан“ Сезонно: Палма де Майорка |

## Статистики
| Летище            | № излитания на седмица (декември 2016) | Авиолинии                |
| ----------------- | -------------------------------------- | ------------------------ |
| Букурещ „Отопени“ | 58                                     | Blue Air, TAROM, WizzAir |
| Лондон „Лутън"    | 16                                     | WizzAir                  |
| Мюнхен            | 14                                     | Lufthansa                |
| Париж „Бове“,     | 6                                      | WizzAir                  |

| № | Летище            | Пътници 2015 | Авиокомпания |
| - | ----------------- | ------------ | ------------ |
| 1 | Лондон „Лутън"    | 194 250      | WizzAir      |
| 2 | Букурещ „Отопени“ | 171 491      | TAROM        |
| 3 | Мюнхен            | 131 384      | Lufthansa    |
| 4 | Милано „Бергамо“  | 95 151       | WizzAir      |
| 5 | Париж „Бове“      | 92 384       | WizzAir      |

| № | Държава        | Пътници 2015 | Авиокомпания       |
| - | -------------- | ------------ | ------------------ |
| 1 | Италия         | 274 576      | WizzAir            |
| 2 | Германия       | 242 351      | Lufthansa, WizzAir |
| 3 | Испания        | 221 040      | Vueling, WizzAir   |
| 4 | Великобритания | 194 250      | WizzAir            |
| 5 | Румъния        | 171 491      | TAROM              |
| 6 | Франция        | 92 384       | WizzAir            |